# 小手指駅

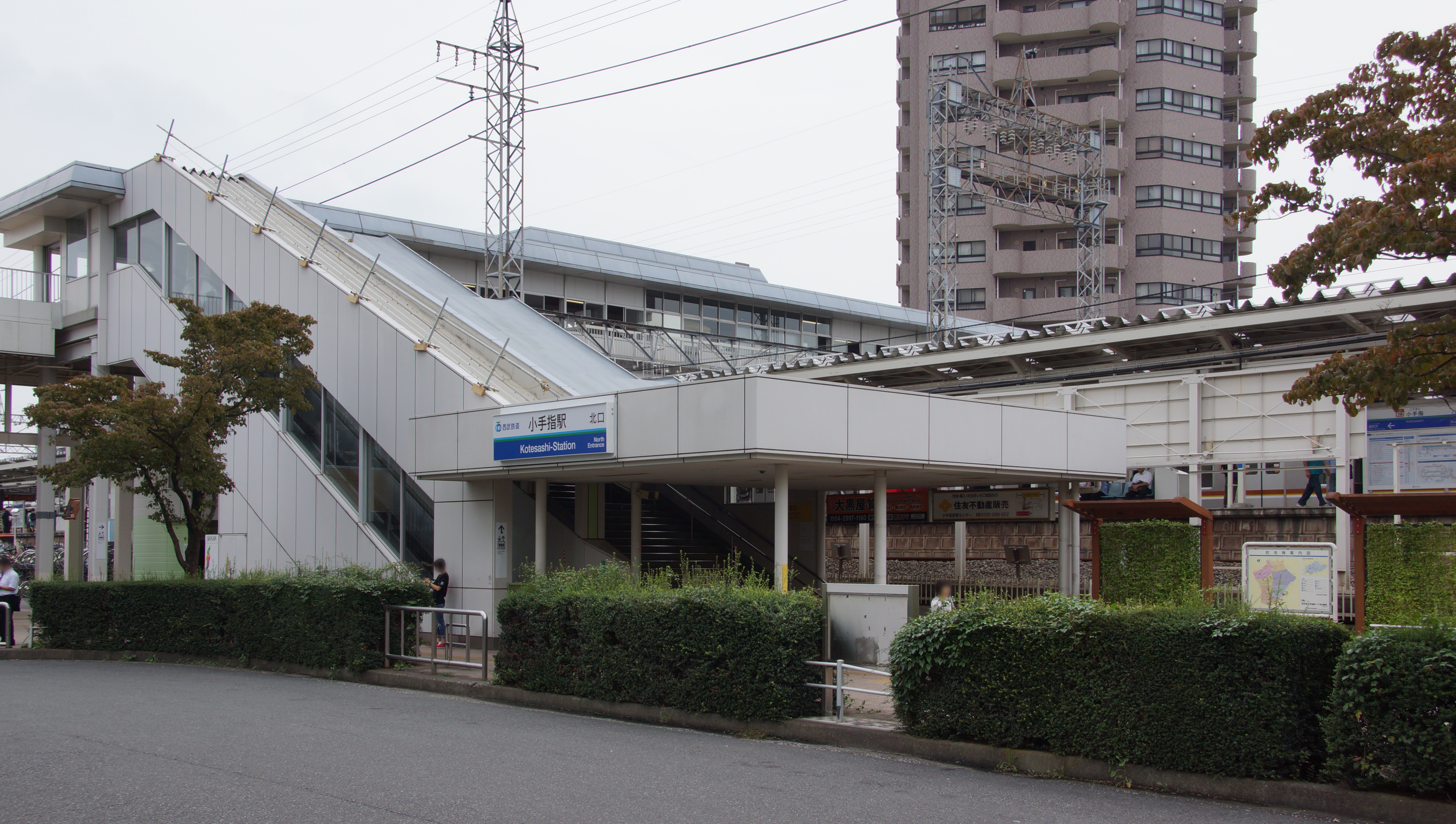
北口（2016年9月）

小手指駅（こてさしえき）は、埼玉県所沢市小手指町一丁目にある、西武鉄道池袋線の駅である。駅番号はSI19。
当駅の北側に小手指車両基地があることから、当駅を起点・終点とする列車も多く設定されている。

## 歴史
- 1915年（大正4年）8月31日までは、現在の西所沢駅が小手指駅を名乗っていた。
- 1966年（昭和41年） - 現在地に小手指検車区の分岐点として小手指ヶ原信号所が開設される。
- 1970年（昭和45年）11月20日 - 信号所から駅に昇格し小手指駅に改称。当時の駅舎はホーム西端（飯能寄り）の北口側にあり、構内踏切を渡る必要があった。
- 1979年（昭和54年）3月30日 - ホーム中央部に橋上駅舎を建設し、南口と北口が設けられる。
- 1993年（平成5年）12月6日 - ダイヤ改正で快速急行停車駅となる。
- 2006年（平成18年）12月26日 - 待合室使用開始。

## 駅構造
島式ホーム2面4線を持つ地上駅で、橋上駅舎を有している。
バリアフリー対応設備としてエスカレーターとエレベーター、多機能トイレが設置されている。下りホーム上には待合室が設置されている。2013年3月23日終電後から24日始電までの間にコンコースのLED表示案内板がLCD式のものに交換された。

### のりば
| ホーム | 路線   | 方向 | 行先                               |
| ------ | ------ | ---- | ---------------------------------- |
| 1・2   | 池袋線 | 上り | 所沢・池袋・新木場・渋谷・横浜方面 |
| 3・4   | 池袋線 | 下り | 飯能・西武秩父方面                 |

（出典：西武鉄道:駅構内図）
- 原則として2・4番ホームを使用し、1・3番ホームは特急の通過待ちや快速急行の接続、当駅折り返しなどに用いられる。なお、上りの特急の通過待ちは2012年6月30日のダイヤ改正より大幅に減少され、ほぼ朝方のみとなった。なお、列車に遅れが生じた場合は、当駅で通過待ちを行うこともある。
- 狭山ヶ丘寄りに池袋線の主要車両基地である小手指車両基地が立地している。そのため、当駅が始発・終点となる列車が多く設定されている。
- 当駅止まりの一部列車は上りホームでそのまま折り返す場合がある。
- 快速急行は隣駅である西所沢駅は通過（次の停車駅は所沢駅）となるため、西所沢から接続する狭山線（西武球場前方面）を利用する場合は急行以下の列車に乗る必要がある。
- 当駅に止まる電車の列車種別は各駅停車・準急・快速・急行・快速急行(Fライナー含む)・通勤準急・通勤急行で、特急・S-TRAIN以外の全ての電車が停車する。このうち「S-TRAIN」については、平日ダイヤの下りのみ2020年3月14日ダイヤ改正以降、豊洲駅から当駅まで運転される[2]。

過去に区間準急などの列車種別も止まっていたが、現在は廃止されている。

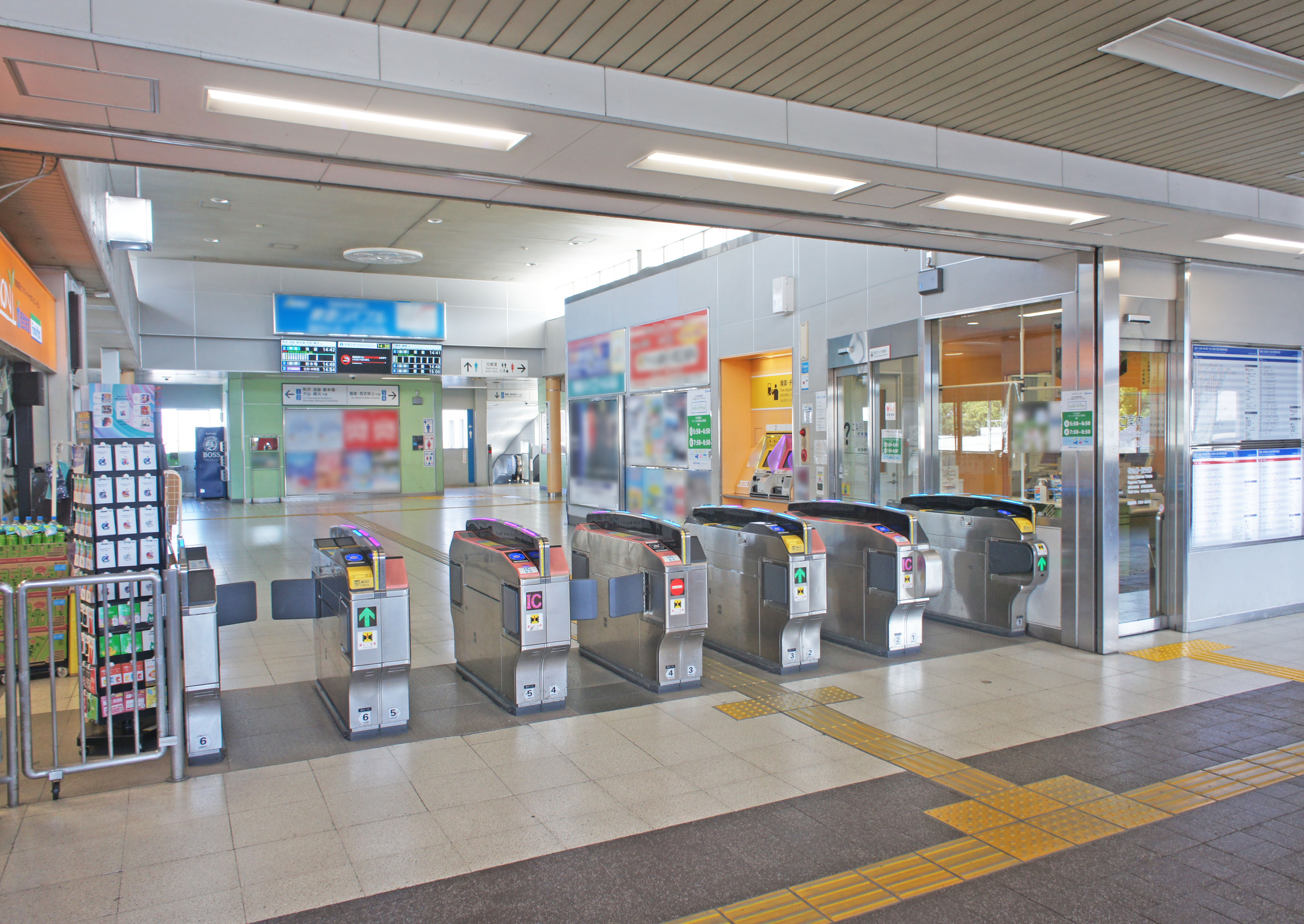
改札口（2022年7月）
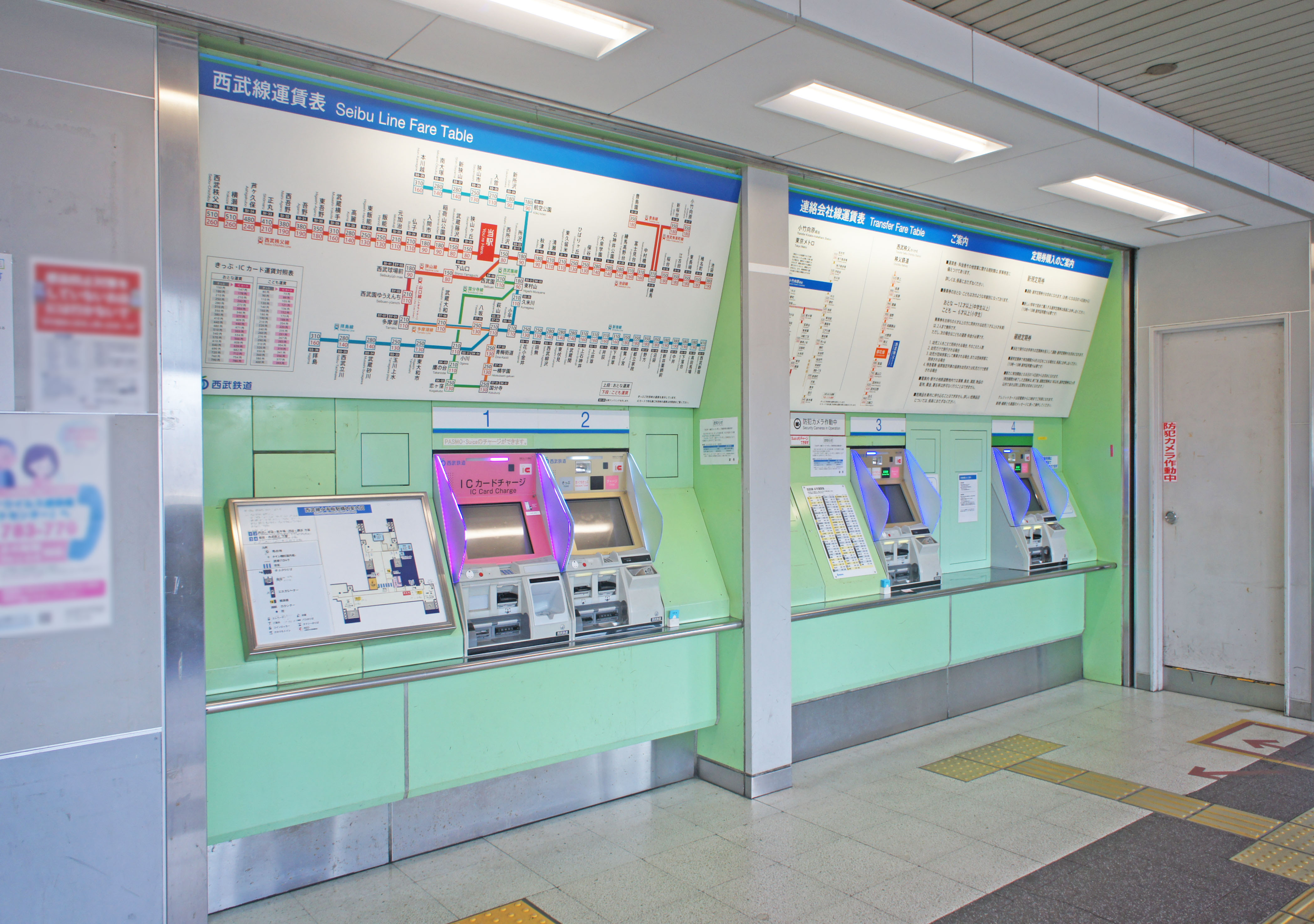
自動券売機（2022年7月）
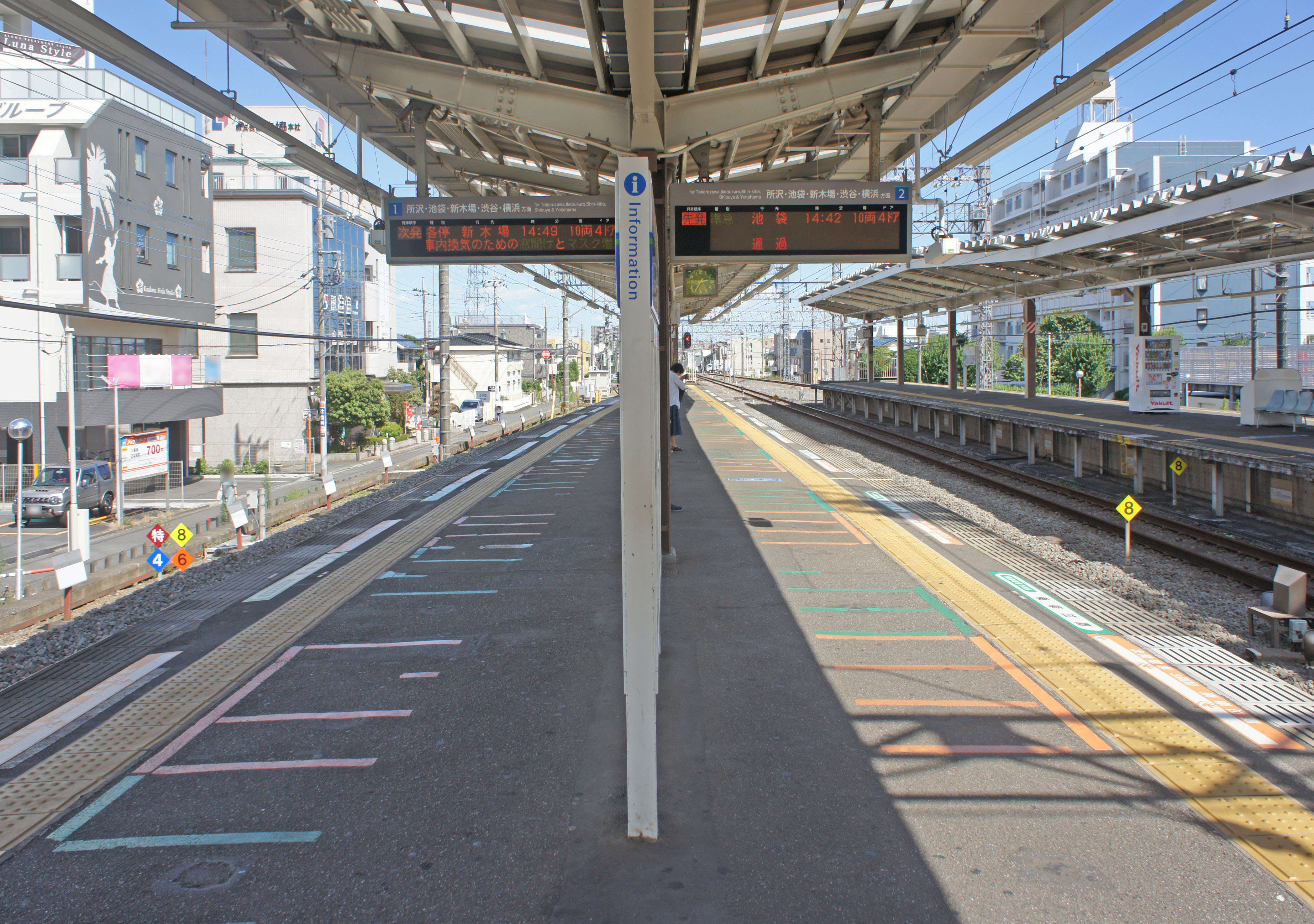
1・2番ホーム（2022年7月）
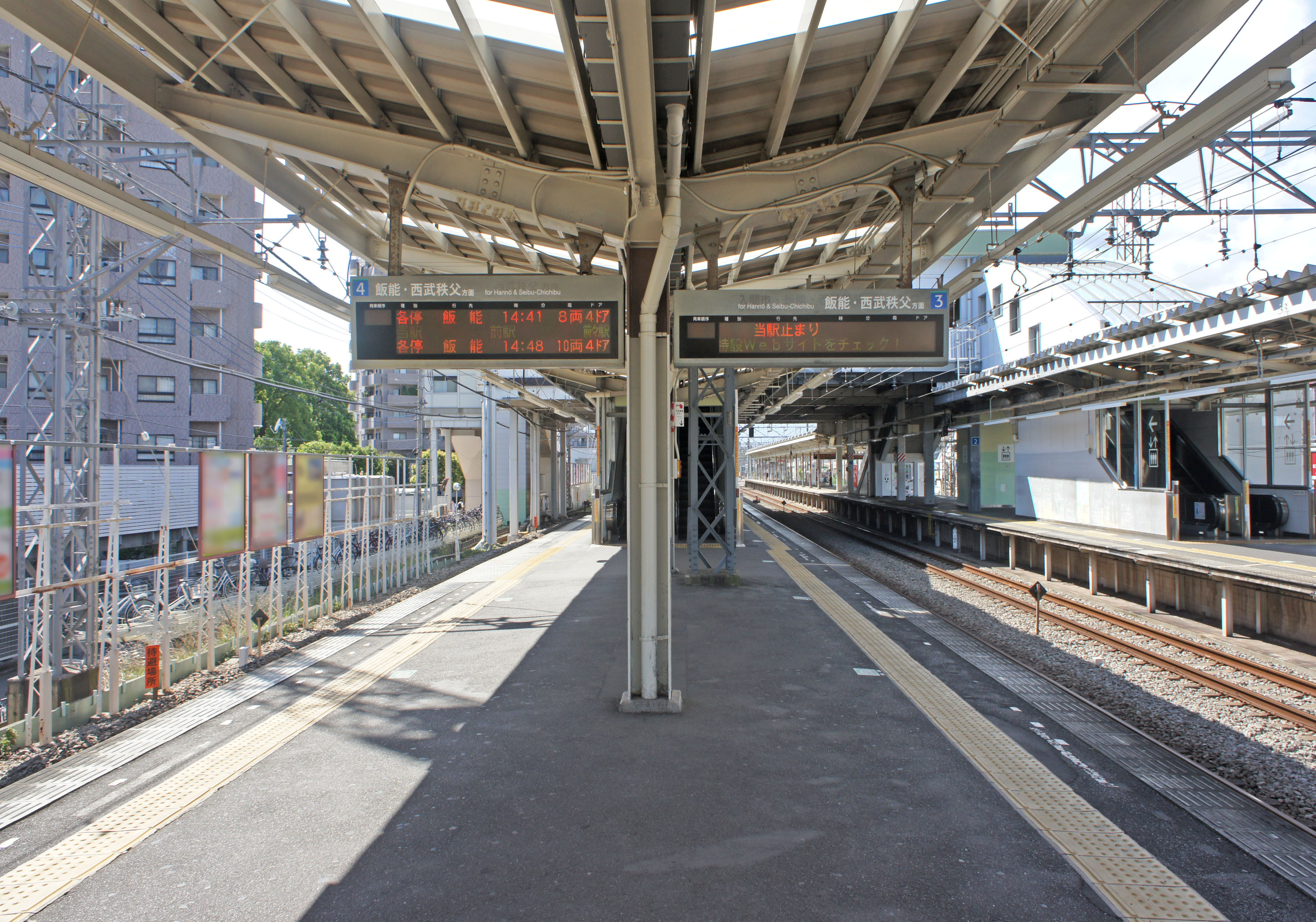
3・4番ホーム（2022年7月）

## 利用状況
2024年（令和6年）度の1日平均乗降人員は43,489人であり、西武鉄道全92駅中20位。
埼玉県内の西武鉄道の駅のうちでは、所沢駅や新所沢駅、本川越駅に次いで乗降人員が多い。
西武池袋線の駅のうちでは、大泉学園駅と保谷駅（快速・急行・快速急行通過駅）、東久留米駅（急行・快速急行通過駅）、練馬駅・清瀬駅・秋津駅（急行・通勤急行・快速急行通過駅）、ひばりヶ丘駅（通勤急行通過駅）、石神井公園駅（通勤準急通過駅）より乗降人員が少ない。
近年の1日平均乗降人員および乗車人員の推移は下記の通り。
| 年度               | 1日平均 乗降人員 | 1日平均 乗車人員 | 出典     |
| ------------------ | ---------------- | ---------------- | -------- |
| 1990年（平成02年） | 41,726           | 21,003           |          |
| 1991年（平成03年） | 43,128           | 21,701           |          |
| 1992年（平成04年） | 43,643           | 21,959           |          |
| 1993年（平成05年） | 43,485           | 21,878           |          |
| 1994年（平成06年） | 43,593           | 21,952           |          |
| 1995年（平成07年） | 43,582           | 21,865           |          |
| 1996年（平成08年） | 43,682           | 21,900           |          |
| 1997年（平成09年） | 43,883           | 22,039           |          |
| 1998年（平成10年） | 44,515           | 22,388           |          |
| 1999年（平成11年） | 44,314           | 22,307           | [ * 1 ]  |
| 2000年（平成12年） | 44,621           | 22,456           | [ * 2 ]  |
| 2001年（平成13年） | 45,128           | 22,602           | [ * 3 ]  |
| 2002年（平成14年） | 45,439           | 22,719           | [ * 4 ]  |
| 2003年（平成15年） | 46,005           | 22,990           | [ * 5 ]  |
| 2004年（平成16年） | 46,804           | 23,413           | [ * 6 ]  |
| 2005年（平成17年） | 47,619           | 23,787           | [ * 7 ]  |
| 2006年（平成18年） | 48,383           | 24,132           | [ * 8 ]  |
| 2007年（平成19年） | 48,696           | 24,285           | [ * 9 ]  |
| 2008年（平成20年） | 49,091           | 24,450           | [ * 10 ] |
| 2009年（平成21年） | 48,668           | 24,244           | [ * 11 ] |
| 2010年（平成22年） | 48,004           | 23,874           | [ * 12 ] |
| 2011年（平成23年） | 46,571           | 23,222           | [ * 13 ] |
| 2012年（平成24年） | 47,336           | 23,590           | [ * 14 ] |
| 2013年（平成25年） | 48,338           | 24,088           | [ * 15 ] |
| 2014年（平成26年） | 48,058           | 23,925           | [ * 16 ] |
| 2015年（平成27年） | 48,696           | 24,258           | [ * 17 ] |
| 2016年（平成28年） | 49,203           | 24,518           | [ * 18 ] |
| 2017年（平成29年） | 49,161           | 24,502           | [ * 19 ] |
| 2018年（平成30年） | 49,193           | 24,493           | [ * 20 ] |
| 2019年（令和元年） | 48,781           | 24,299           | [ * 21 ] |
| 2020年（令和02年） | 33,234           | 16,588           | [ * 22 ] |
| 2021年（令和03年） | 37,182           |                  |          |
| 2022年（令和04年） | 40,509           |                  |          |
| 2023年（令和05年） | 42,067           |                  |          |
| 2024年（令和06年） | 43,489           |                  |          |

## 駅周辺
国木田独歩の小説『武蔵野』の冒頭部で著されている小手指ヶ原古戦場が当駅周辺にある。

### 南口
- 小手指ヶ原古戦場跡
- 北野天神社
- 早稲田大学 所沢キャンパス（バス利用） - 人間科学学術院、スポーツ科学学術院などが設置されている。
- 埼玉県立所沢西高等学校
- 埼玉県立芸術総合高等学校
- 所沢市立北野中学校
- 所沢市立北野小学校
- 所沢市立小手指中学校
- 所沢市立小手指小学校
- 北野公園
  - 北野公園市民プール
- 国立病院機構西埼玉中央病院
- 国立病院機構西埼玉中央病院附属看護学校
- 小手指ハイツ西武ショッピングプラザ - 出店テナントの詳細は西武プロパティーズ公式サイト「フロアガイド[リンク切れ]」を参照。 
  - 埼玉りそな銀行 小手指支店
- マミーマート 小手指店
- 国道463号バイパス（所沢入間バイパス／小手指バイパス）
- 東進ハイスクール 小手指校

### 北口

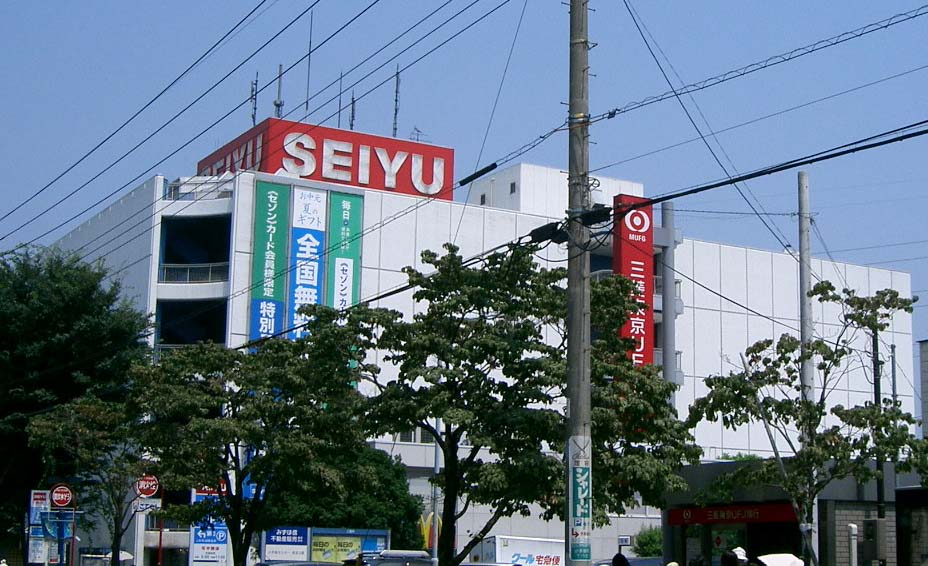
西友小手指店（2007年6月）

- 小手指タワーズ （ペデストリアンデッキで駅舎と直結）
- 三井住友銀行 小手指支店
- 飯能信用金庫 小手指支店
- みずほ銀行 小手指出張所（新所沢支店）
- 西友 小手指店 - 1981年（昭和56年）6月16日に開店[7]、2023年（令和4年）10月31日をもって閉店[8]。
- 西友 所沢榎町店
- イトーヨーカドー 食品館小手指店 - 2014年（平成26年）5月9日に開店[9]。
- 所沢市立北中小学校
- 国道463号（通称：行政道路）
- マミープラス所沢青葉台店（2024年（令和6年）2月24日に開店、旧マミマート所沢青葉台店で2024年2月5日にマミープラスに改装のため休業[10])
- サンディ 小手指店 - 2022年（令和4年）6月2日に開店[11]。
- 島忠 ホームズ所沢店
  - ロピア 所沢島忠ホームズ店 - 2019年（令和元年）10月31日に開店。
- 新所沢駅（西武新宿線、徒歩約30分）

## バス路線
特記以外は西武バスにより運行。小手01全便と小手02の一部が所沢営業所、残りは飯能営業所が受け持つ。

### 小手指駅南口
- 1番乗り場
  - 小手02：早稲田大学
  - 小手06-1：内手
  - 小手07：金子駅入口
  - 小手09・小手09-1：宮寺西
  - 小手10：西埼玉中央病院
- 2番乗り場
  - 小手01：椿峰ニュータウン（深夜バス運行）
- 3番乗り場
  - 直行：早稲田大学所沢キャンパス（西武総合企画）

### 小手指駅北口
- 市内循環バス「ところバス」 ※所沢市が西武バスに委託、年末年始期間運休
  - 西路線新所沢・狭山ヶ丘コース：航空公園駅 / 狭山ヶ丘駅西口
- 深夜急行バス（ミッドナイトアロー）：池袋駅東口発、終点

## 隣の駅
西武鉄道

 池袋線
- □S-TRAIN平日下り終着駅

■快速急行
所沢駅 (SI17) - 小手指駅 (SI19) - 入間市駅 (SI23)
■急行・■通勤急行・■快速・■準急・■各駅停車（通勤急行は上りのみ運転）
西所沢駅 (SI18) - 小手指駅 (SI19) - 狭山ヶ丘駅 (SI20)
■通勤準急（上りのみ運転、大泉学園駅まで各駅に停車）
西所沢駅 (SI18) ← 小手指駅 (SI19)
西武池袋線において設定されている種別のうち、特急を除いた全種別が停車する唯一の駅である。